# Wet van Pedersen
De ruki-klankwet, ook wel de wet van Pedersen, is de benaming voor een klankwet die optrad in de satemgroep van de Indo-Europese talen, in het bijzonder de Balto-Slavische en de Indo-Iraanse, dus de oostelijke groep van de Indo-Europese talen:
s > š / r, u, K, i _
De sibilant /s/ trekt achterwaarts terug tot een stemloze postalveolaire fricatief na i, u, r of een velaar (zijnde *k of *g, mogelijk ontstaan uit k, g, en gh). Gezien de aard van de terugtrekking was de oorspronkelijke sibilant waarschijnlijk eerder apicaal (zoals in enkele dialecten van het Spaans), dan dorsaal, zoals in het Nederlands. De eerste fase van de klankverschuiving, namelijk s > ś [s̺] > š [ʃ], lijkt algemeen op te treden. De latere retroflexie (zoals die optrad in het Sanskriet, en waarschijnlijk ook het Oerslavisch) is te wijten aan een nivellering van het sibilantensysteem. Dit geldt ook voor de derde fase, namelijk de retractie naar een velare x in het Slavisch en enkele Middel-Indische talen. Deze Indo-Europese klankwet werd het eerst geformuleerd door Holger Pedersen, waardoor de klankwet soms zijn naam draagt.
In de Indo-Iraanse talen en het Litouws vond voorgenoemde retroflexie plaats in alle posities. In het Lets en het Oudpruisisch daarentegen trad deze retroflexie niet op, en ging de ś terug over in s.

## Toepassing op de taalgroepen
Aanvankelijk werd de wet enkel voor het Sanskriet opgesteld. Later werd volgde het voorstel dat de wet in zekere mate ook gold voor de andere satem-talen, waaronder zonder uitzondering de Indo-Iraanse talen. In het Baltisch en het Albanees is de uitwerking van de klankwet min of meer beperkt, of beïnvloed door andere klankwetten. Desalniettemin moet de klankwet algemeen gegolden hebben in deze takken van de Indo-Europese talen. Het ontbreken van bv. Slavische reflexen vóór medeklinkers is eerder te wijten aan een fusie van deze met de reflexen van andere sibilanten.

### Uitzonderingen in de Slavische talen
In de Slavische talen is het proces regelmatig vóór een klinker, maar heeft niet plaatsgevonden vóór een medeklinker. Het eindresultaat is een stemloze velaire fricatief x, die zelfs nog meer teruggetrokken is dan de š. Deze velaire fricatief veranderde tijdens de eerste Slavische palatalisatie opnieuw in een š vóór een voorklinker of de stemhebbende palatale approximant j.
Bovendien dient opgemerkt te worden dat de retroflexie van s niet optrad bij s < ḱ.

### Uitzonderingen in de Indo-Iraanse talen
In het Indo-Iraans vielen *l en *r samen, en Pedersens wet bleef zelf doorwerken na de merger van beide klanken. Dit werd door vele geleerden aangehaald als bewijs voor de latere invloed van de Iraanse talen op het Oerslavisch.

## Voorbeelden van Pedersens wet
| PIE        | Indo-Arische talen                | Iraanse talen                          | Slavische talen             | Baltische talen                      |
| ---------- | --------------------------------- | -------------------------------------- | --------------------------- | ------------------------------------ |
| *i(e)uH-s- | Sanskriet yū́ṣ ‘vleesnat’          | Perzisch jūšānda ‘vleesnat’            | Russisch uxá ‘vissoep’      | Litouws jū́šė ‘vissoep, slechte soep’ |
| *ters-     | Sanskriet tṛṣāná- ‘dorstig’       | Avestisch taršnu- ‘droog, vast’        |                             | Litouws tirštas ‘stijf’              |
| *u̯r̥s-      | Sanskriet várṣman- ‘hoogte, top’  |                                        | Oudkerkslavisch vrĭxŭ ‘top’ | Litouws viršùs ‘top, bovenste deel’  |
| *h₂eu̯s-    |                                   | Avestisch uši (tv) ‘beide oren’        | Oudkerkslavisch ouxo ‘oor’  | Litouws ausìs ‘oor’                  |
| *h₂u̯eks-   | Vedisch vakṣayam ‘ik doe groeien’ | Oudavestisch uaxšat˷ ‘hij zal groeien’ |                             | Litouws áukštas ‘hoog’               |
| *sh₂eu̯s-o- | Sanskriet śuṣka- ‘droog’          | Avestisch huška- ‘droog’               | Russisch suxój ‘droog’      | Litouws saũsas ‘droog’               |